# يوب براند
يوب براند (بالهولندية: Joop Brand)‏ هو لاعب كرة قدم ومدرب كرة قدم هولندي، ولد في 11 يونيو 1936 في روتردام في هولندا. لعب مع زيركسيس روتردام ونادي دوردريخت وهيراكليس ألميلو.